# Teatro Romea (Murcia)
El teatro Romea de Murcia está situado en la plaza de Julián Romea del centro histórico de la ciudad de Murcia (Región de Murcia, España). Se trata del principal teatro de la localidad y uno de los más importantes del país.
Inaugurado en 1862, tuvo que ser reconstruido tras sufrir diversos incendios. Su exterior es de 1880 y su interior se reconstruyó entre 1899 y 1901.

## Historia
Durante el siglo XIX, los terrenos en los que actualmente está construido el teatro fueron expropiados por el Estado en la desamortización. Estos terrenos eran propiedad de los dominicos, que poseían en el solar parte del convento de Santo Domingo. La expropiación comenzó en 1842, finalizando en 1862 con la construcción del teatro.

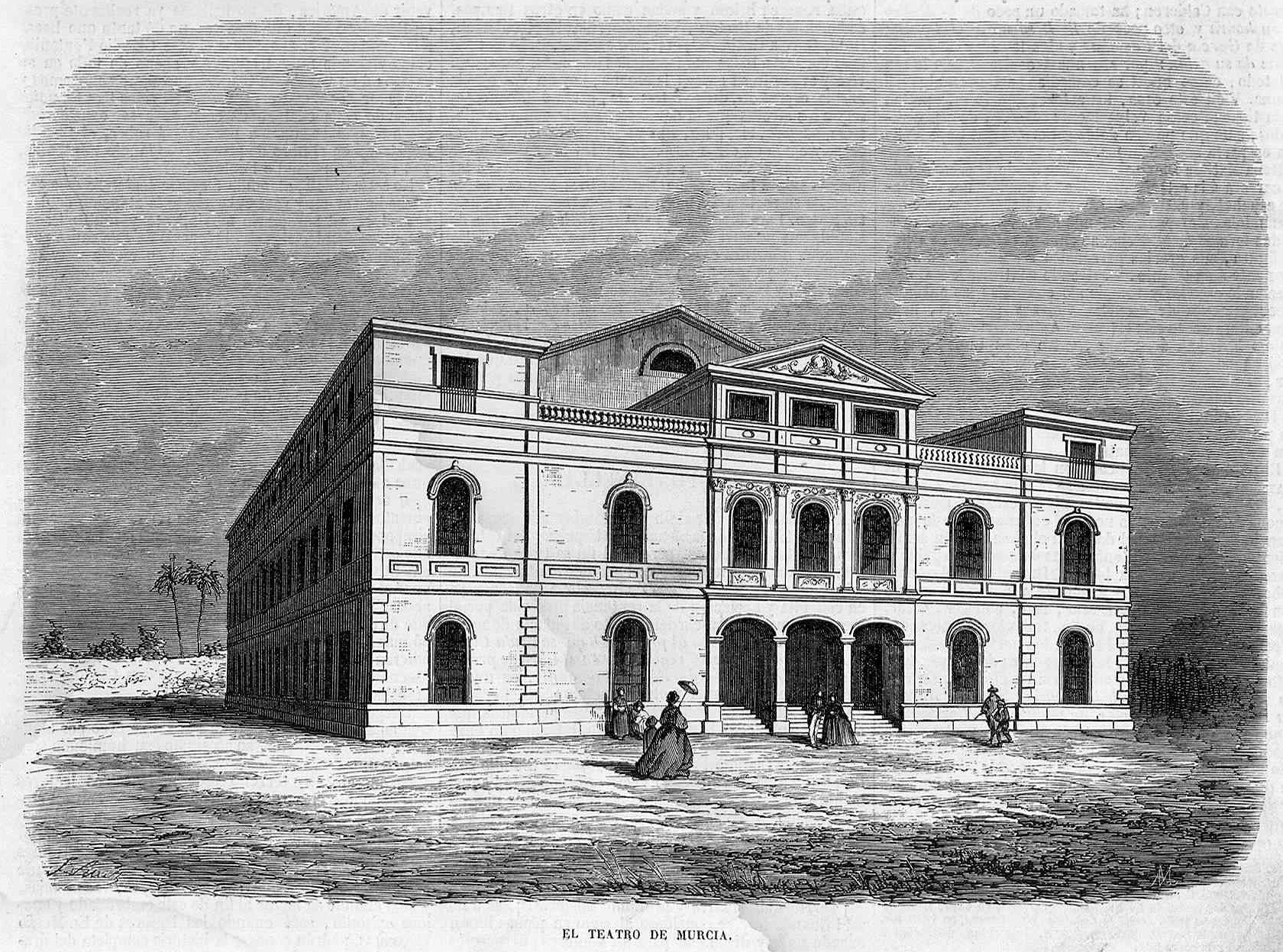
Vista del teatro original hacia 1863

Fue inaugurado por la reina Isabel II el 25 de octubre de 1862, con la representación de la obra de Ventura de la Vega El hombre del mundo, interpretada por Julián Romea.
Este primer inmueble fue obra de Diego Manuel Molina, recibiendo el nombre de Teatro de los Infantes hasta la Revolución de 1868, en que se cambió por Teatro de la Soberanía Popular, siendo en 1872 cuando adoptó el nombre de Teatro Romea, en honor al mencionado actor murciano.
En 1877 sufrió un pavoroso incendio, inaugurándose su reconstrucción en 1880. El teatro sufrió otro incendio en 1899, tan sólo diecinueve años después del anterior, recurriéndose al mismo arquitecto que entonces, el hellinero Justo Millán. De esta manera, su aspecto exterior corresponde a la reconstrucción de 1880, mientras que el interior se debe a las intervenciones tras el incendio de 1899, pues en esta ocasión no afectó al exterior.
La tercera inauguración del teatro tras el incendio de 1899 tuvo lugar el 16 de febrero de 1901. La compañía de María Guerrero y Fernando Díaz de Mendoza puso en escena El estigma, de Echegaray. El acto se aprovechó para homenajear a los citados actores, así como para nombrar hijo predilecto de Murcia al autor José Echegaray, que asistió también al acontecimiento.
Importantes hitos en la historia del teatro fueron los diversos estrenos de obras de Jacinto Benavente que contaron con la presencia del autor, o la actuación en 1933 del teatro universitario La Barraca, dirigido por Federico García Lorca.
En la década de los años 1980 el Romea vivió una rehabilitación, siendo reinaugurado por la reina Sofía el 7 de febrero de 1988. En 1990 fue declarado Bien de Interés Cultural.
Años después pasó por otro proceso de rehabilitación, tanto exterior como interior, y se reabrió en 2012 siendo su director el dramaturgo Lorenzo Piriz-Carbonell.
Su programación cultural es muy amplia, teniendo cabida géneros tan diversos como el teatro, la danza, el musical, los conciertos, el flamenco, la zarzuela y otros.

## Arquitectura

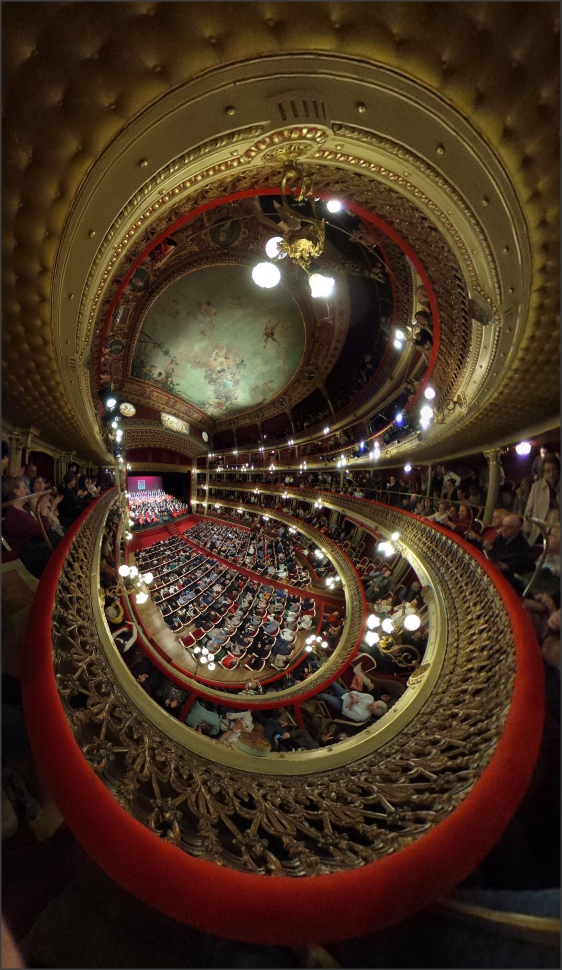
Entorno visual omniorámico.

La fachada pertenece al más puro eclecticismo. Cuenta con rasgos de clara inspiración neoclásica, con detalles modernistas como la marquesina y las verjas de forja de la entrada. En la parte superior central hay tres bustos de Beethoven, Mozart y Listz. Sobre los ventanales de la planta principal hay cuatro medallones con relieves de otros tantos dramaturgos murcianos: Andrés de Claramonte, Damián Salucio del Poyo, Gaspar de Ávila y José Selgas.

Ya en el interior, en el techo del patio de butacas se han sucedido las obras de dos pintores murcianos, José Pacual y Valls y Federico Mauricio con los arreglos de Antonio Meseguer e Inocencio Medina Vera, que representa a Julián Romea y una serie de figuras femeninas alegóricas de las Artes. El telón, obra de Emilio Sala, fue regalo de María Guerrero y Fernando Díaz de Mendoza y representa una alegoría del teatro.

Vista del interior del teatro.

El salón de actos tiene forma de herradura, con patio de butacas rodeado de plateas, tres niveles de palcos y otros tantos de gradas superiores.

## Incendios y leyenda
La expropiación de los terrenos para la construcción del teatro no fue bien vista por muchos monjes del convento de Santo Domingo. La leyenda cuenta que uno de ellos lanzó una maldición contra la nueva construcción que se levantaba en las que un día fueron sus propiedades. Este afirmó que tres incendios se darían en el teatro. En el primero no habría ninguna víctima; en el segundo moriría una persona; y en el tercero, cuando el teatro estuviese completo, todos fallecerían y el teatro quedaría destruido.
En 1877 se produjo un primer incendio, que habría cumplido con lo descrito por el monje, y en 1889 se dio un segundo incendio en el que murió una persona. Desde entonces, un acomodador del teatro se queda en posesión de una entrada antes de comenzar cada función, para que de esta manera el aforo del teatro no se complete y nunca se produzca ese tercer incendio.